# 博羅克 (科羅斯特舍夫區)
50°18′27″N 29°12′44″E / 50.30750°N 29.21222°E
博羅克（烏克蘭語：Борок）是烏克蘭北部的村莊，隸屬日托米爾州的日托米爾區。該村面積0.42平方公里，海拔高度179米，2001年人口47，人口密度每平方公里112.71人。